# Atenska demokracija
Atenska demokracija prvi je oblik demokratskog društva u zapadnom svijetu.

## Kronologija

### Pozadina
- Drakon (arhont) - 621. pr. Kr.: "I najmanji prekršaj zaslužuje smrt, a za veći prekršaj ne postoji veća kazna" (drakonske kazne)

### Početne reforme
- Solon (arhont) - 594. pr. Kr., uveo podjelu prema imovinskim razredima (pentakosiomedimni, hipeis, zeuguti i thetes)
- Pizistrat - protjerani političar, 546. pr. Kr. iskrcao se na Atici s vojskom plaćenika te se proglasio tiraninom u Ateni. Pizistratidi su 36 godina vladali Atenom
- Klisten (arhont) - 508. pr. Kr. uveo demokratsko uređenje, te podjelu na 10 "fila" (koji su postali teritorijalni kotari, a ne više četiri atensko-atička plemena), 3 "tritije" i 100 "dema" - općina (uređenje prema teritorijalnom principu), također je uveo ostracizam i preuredio bulu (500 članova, po 50 iz svake file, a ne kao do tad po 100 iz svake 4 "stare file")
- Efijalt (arhont) - 462. pr. Kr. vlast areopaga u sudskim predmetima prenio na helijaju

### Pravila
Nakon mnogo pobuna puka, oko 594. pr. Kr., arhont Solon prvi je pomirio običan narod (demos) s aristokracijom. Prvi njegov korak je bio ukidanje dužničkog ropstva.
Arhont Klisten je u 6. stoljeću pr. Kr. ukinuo neravnopravnost atenskih građani na osnovi imetka.
Po Solonu i Klistenu, vođenju vlasti mogao je pristupiti svatko tko zadovoljava sljedeće uvjete:
- muškarac
- stariji od 30 godina
- slobodan (ne rob)
- najmanja druga generacija Atenjana po ocu

### Periklove refome
Arhont Periklo je malo promijenio uvjete za vlast:
- muškarac
- stariji od 18 godina
- slobodan (ne rob)
- najmanje druga čista generacija Atenjana

### Vlast
- Arhonti - izvršna vlast u Ateni, provodili odluke areopaga i bule; poslije demokratskih promjena: eklezije (skupštine) i bule. Nakon 683. g. pr. Kr. biraju se kockom na godinu dana. Do Klistenovih promjena 509./8. g. pr. Kr. najvažniji su basileus - bazilej, eponymus - eponim, polemarh i 6 tesmoteta; nakon Klistena po važnosti su najznačajini 10 stratega, 2 hiparha, 10 filarha, 10 taksijarha, epimeleti, apodekti.
- Areopag - u početku zakonodavna vlast u Ateni, aristokratsko vijeće. Sastajali su se na Aresovom brijegu. Nakon Klistena i Efijalta u 5. st. pr. Kr. - samo ceremonijalne i vjerske ovlasti. U njega ulaze svi bivši arhonti.
- Bule - prije Solonovih (595./4. g. pr. Kr.) i Klistenovih promjena - zakonodavna vlast u Ateni, "plemensko" vijeće od 400 članova. Iz svakog plemena ("file") je imala 100 članova (Geleonti, Egikoreji, Arkadi i Hopleti). Nakon Klistenovih promjena imala je 500 članova, 50 iz svake "nove file" (kojih je bilo 10, dijelile su se na općine - "deme") i uglavnom izvršne ovlasti te ovlasti predlaganja zakona ekleziji.
- Eklezija - narodna skupština, prvotno nije imala velike ovlasti, samo je prihvaćala ili odbijala odluke bule i arhonata (pod nadzorom areopaga), nakon Klistenovih, Efijaltovih i Periklovih promjena - najvažnije zakonodavno tijelo Atene. Periklo (sredina V. st. pr. Kr.) uvodi i plaću za sudjelovanje u svim poslovima polisa, dakle i za članove eklezije - tada su to svi muški punoljetni Atenjani, robovi su dakako isključeni.
- Heliaja - najvažnije sudsko tijelo, postoji od Solonovih reformi (595./4. g. pr. Kr.), ima ukupno 6000 članova biranih na godinu dana, formira razna vijeća za različite vrste sporova, nakon Efijaltovih promjena nadležna je i za provjeru "usklađenosti zakona" (koje donosi eklezija) "s običajima predaka" što je do tada bilo u nadležnosti areopaga. Periklovim promjenama heliaja postaje nadležna i za "graphe paranomon" - tužbu koju je protiv zakona na snazi ("da je protivan demokraciji") mogao podići svaki muški punoljetni Atenjanin.

## Poveznice
- Atena (polis)
- Stara Grčka